# Lijst van marinevlaggen van de wereld
Marinevlaggen worden door schepen van de marine (waaronder ook kustwacht en grenswacht wordt verstaan) gevoerd. Deze marinevlaggen wijken soms af van de oorlogsvlaggen die op het land gebruikt worden.
Onderstaande lijst toont de verschillende marinevlaggen die in de wereld gebruikt worden. Van landen die voor zover bekend wel een eigen oorlogsvloot, maar geen afzonderlijke oorlogsvlag hebben of waarvan deze niet bekend is, wordt op deze pagina de gewone landsvlag weergegeven. Van landen waarvan wel een afzonderlijke marinevlag bekend is, maar waarvan nog geen afbeelding beschikbaar is, wordt geen vlag getoond, maar slechts een "substituut" in de vorm van een grijze vlag met een vraagteken. Door onder een vlag op 'Vlag van' te klikken, gaat men naar het artikel over de betreffende vlag. Door op de naam van de bijbehorende staat te klikken, gaat men naar het artikel over de betreffende staat.

## Oorlogsvlaggen ter zee van staten
| Vlag van Afghanistan                                 | Marinevlag van Albanië *                         | Marinevlag van Algerije *                            |
| Vlag van Angola                                      | Vlag van de kustwacht van Antigua en Barbuda     | / Vlag en geus van Argentinië                        |
| Vlag van Armenië                                     | Marinevlag van Australië *                       | Marinevlag van Azerbeidzjan *                        |
| Marinevlag van de Bahama's *                         | Vlag van Bahrein                                 | / Marinevlag en geus van Bangladesh *                |
| Marinevlag van Barbados *                            | / Marinevlag en geus van België *                | Vlag van Belize                                      |
| Vlag van Benin                                       | Marinevlag van Bolivia *                         | Vlag van Bosnië en Herzegovina                       |
| Vlag van Botswana                                    | / Vlag en geus van Brazilië                      | Marinevlag van Brunei *                              |
| / Marinevlag en geus van Bulgarije *                 | Vlag van Burkina Faso                            | Vlag van Burundi                                     |
| Vlag van Cambodja                                    | Marinevlag van Canada                            | Vlag van de Centraal-Afrikaanse Republiek            |
| / Vlag en geus van Chili                             | Marinevlag van China *                           | / Marinevlag en geus van Colombia *                  |
| Vlag van de Comoren                                  | Vlag van Congo-Brazzaville                       | Vlag van Congo-Kinshasa                              |
| / Vlag en geus van Cuba                              | Vlag van Cyprus                                  | Oorlogsvlag van Denemarken, tevens geus. *           |
| Vlag van Djibouti                                    | Vlag van Dominica                                | / Marinevlag en geus van de Dominicaanse Republiek * |
| Marinevlag en geus van Duitsland *                   | / Vlag en geus van Ecuador *                     | Marinevlag van Egypte *                              |
| Vlag van El Salvador                                 | Vlag van Equatoriaal-Guinea                      | Vlag van Eritrea                                     |
| / Staats- en Marinevlag en geus van Estland *        | Vlag van Ethiopië                                | Marinevlag van Fiji *                                |
| vredestijd Oorlogstijd Vlag van de Filipijnen        | / Oorlogsvlag en geus van Finland *              | / Nautische vlag, geus en "eregeus" van Frankrijk ** |
| Vlag van Gabon                                       | Vlag van Gambia                                  | Marinevlag van Georgië *                             |
| Marinevlag van Ghana *                               | Marinevlag van Grenada *                         | / Vlag en geus van Griekenland                       |
| Vlag van Guatemala                                   | Vlag van Guinee                                  | Vlag van Guinee-Bissau                               |
| Vlag van Guyana *                                    | Vlag van Haïti                                   | Vlag van Honduras                                    |
| Marinevlag van Hongarije *                           | / Vlag en geus van Ierland                       | Vlag van IJsland                                     |
| Marinevlag van India *                               | / Vlag en geus van Indonesië                     | Vlag van Irak                                        |
| Vlag van Iran                                        | Marinevlag van Israël *                          | / Marinevlag en geus van Italië *                    |
| Vlag van Ivoorkust                                   | Marinevlag van Jamaica *                         | Marinevlag van Japan *                               |
| Vlag van Jemen                                       | Marinevlag van Jordanië *                        | Vlag van Kaapverdië                                  |
| Vlag van Kameroen                                    | Marinevlag van Kazachstan *                      | Marinevlag van Kenia *                               |
| Vlag van Kirgizië                                    | Vlag van Kiribati                                | Vlag van Koeweit                                     |
| / Marinevlag en geus van Kroatië *                   | Vlag van Laos                                    | Vlag van Lesotho                                     |
| / Marinevlag en geus van Letland                     | Vlag van Libanon                                 | Vlag van Liberia                                     |
| Marinevlag van Libië                                 | Vlag van Liechtenstein                           | / Marinevlag en geus van Litouwen                    |
| Vlag van Luxemburg                                   | Vlag van Madagaskar                              | Vlag van Malawi *                                    |
| Vlag van de Malediven                                | Marinevlag van Maleisië *                        | Vlag van Mali                                        |
| / Vlag en geus van Malta                             | / Marinevlag en geus van Marokko *               | Vlag van de Marshalleilanden                         |
| Vlag van Mauritanië                                  | Marinevlag van Mauritius *                       | / Vlag en geus van Mexico                            |
| Vlag van Micronesia                                  | Vlag van Moldavië                                | Vlag van Monaco                                      |
| Vlag van Mongolië                                    | Marinevlag van Montenegro *                      | Vlag van Mozambique                                  |
| Marinevlag van Myanmar *                             | Vlag van Namibië                                 | Vlag van Nauru                                       |
| / Vlag en geus van Nederland                         | Vlag van Nicaragua                               | Marinevlag ter zee van Nieuw-Zeeland *               |
| Vlag van Niger                                       | Marinevlag van Nigeria *                         | Vlag van Noord-Korea                                 |
| Vlag van Noord-Macedonië                             | / Staats- en oorlogsvlag en geus van Noorwegen * | Vlag van Oeganda                                     |
| Marinevlag en geus van Oekraïne                      | Vlag van Oezbekistan                             | Marinevlag van Oman *                                |
| Vlag van Oost-Timor                                  | Staats- en oorlogsvlag van Oostenrijk            | / Marinevlag en geus van Pakistan *                  |
| Vlag van Palau                                       | Vlag van Panama                                  | Marinevlag van Papoea-Nieuw-Guinea                   |
| / Vlag en geus van Paraguay                          | / Oorlogsvlag en geus van Peru *                 | / Marinevlag en geus van Polen *                     |
| / Vlag en geus van Portugal                          | Vlag van Qatar                                   | / Vlag en geus van Roemenië                          |
| / Marinevlag en geus van Rusland                     | Vlag van Rwanda                                  | Marinevlag van Saint Kitts en Nevis *                |
| Vlag van Saint Lucia                                 | Vlag van Saint Vincent en de Grenadines          | Marinevlag van de Salomonseilanden *                 |
| Vlag van Samoa                                       | Vlag van Sao Tomé en Principe                    | / Marinevlag en geus van Saoedi-Arabië *             |
| Vlag van Senegal                                     | Marinevlag van Servië *                          | Vlag van de Seychellen                               |
| Marinevlag van Sierra Leone *                        | Marinevlag van Singapore *                       | / Vlag en geus van Slovenië                          |
| Vlag van Slowakije                                   | Vlag van Somalië                                 | / Vlag en geus van Spanje                            |
| Marinevlag van Sri Lanka *                           | Vlag van Soedan                                  | Vlag van Suriname                                    |
| Vlag van Swaziland                                   | Vlag van Syrië                                   | Vlag van Tadzjikistan                                |
| Vlag van Tanzania                                    | / Marinevlag en geus van Thailand                | Vlag van Togo                                        |
| Marinevlag van Tonga *                               | Marinevlag van Trinidad en Tobago *              | Vlag van Tsjaad                                      |
| Vlag van Tsjechië                                    | Vlag van Tunesië                                 | Vlag van Turkije                                     |
| Vlag van Turkmenistan                                | Vlag van Tuvalu                                  | / Vlag en geus van Uruguay                           |
| Vlag van Vanuatu                                     | Vlag van Venezuela                               | Vlag van de Verenigde Arabische Emiraten             |
| / Vlag en geus van de Verenigde Staten               | Marinevlag van het Verenigd Koninkrijk *         | Marinevlag van Vietnam                               |
| Vlag van schepen van de grenswacht van Wit-Rusland * | Vlag van Zambia                                  | Vlag van Zimbabwe                                    |
| Marinevlag van Zuid-Afrika *                         | / Vlag en geus van Zuid-Korea                    | Vlag van Zuid-Soedan                                 |
| Oorlogsvlag en geus van Zweden *                     | Vlag van Zwitserland *                           |                                                      |

## Marinevlaggen van staten die niet erkend zijn
Onderstaande lijst bevat vlaggen van staten die de facto bestaan, maar internationaal door (bijna) geen enkel land erkend zijn.
| / Oorlogsvlag en geus van de Republiek China (Taiwan) |

## Opmerkingen
- Vlaggen die met * zijn gemarkeerd, wijken af van de normale landsvlag
- Vlaggen die met ** zijn gemarkeerd, zijn gelijk aan de civiele maritieme vlag

## Landen zonder eigen zeestrijdkrachten
Onderstaande landen hebben, voor zover bekend, geen eigen marine dan wel schepen van een kust- of grenswacht:
| Andorra | Bhutan     | Costa Rica   |
| Nepal   | San Marino | Vaticaanstad |